# Campionat de la CONCACAF de 1971
El Campionat de la CONCACAF de 1971 va ser la cinquena edició del Campionat de la CONCACAF, el campionat de futbol de seleccions d'Amèrica del Nord i Central (CONCACAF). El torneig va tenir lloc entre el 20 de novembre i el 5 de desembre.
El torneig es va disputar a les ciutats de Port-of-Spain, la capital de Trinitat i Tobago, San Fernando i Arima. Els sis equips participants van jugar tots contra tots en un sistema de lligueta. El torneig el va guanyar Mèxic. Va ser el seu segon títol continental, després del de 1965.

## Classificació
Font:
| Equip             | Classificat per      | Campionats jugats | Última participació | Millor resultat previ |
| ----------------- | -------------------- | ----------------- | ------------------- | --------------------- |
| Trinitat i Tobago | Amfitrions           | 2                 | 1969                | Quart lloc (1967)     |
| Costa Rica        | Campions             | 4                 | 1969                | Campions (1963, 1969) |
| Haití             | Zona Carib           | 2                 | 1967                | Cinqué lloc (1967)    |
| Cuba              | Zona Carib           | 0                 | -                   | -                     |
| Hondures          | Zona Amèrica Central | 2                 | 1967                | Tercer lloc (1967)    |
| Mèxic             | Amèrica del Nord     | 4                 | 1969                | Campions (1965)       |

## Resultats
| Pos. | Equip             | Pts | PJ | PG | PE | PP | GF | GC | DG |
| ---- | ----------------- | --- | -- | -- | -- | -- | -- | -- | -- |
| 1    | Mèxic             | 9   | 5  | 4  | 1  | 0  | 6  | 1  | 5  |
| 2    | Haití             | 7   | 5  | 2  | 3  | 0  | 9  | 1  | 8  |
| 3    | Costa Rica        | 5   | 5  | 2  | 1  | 2  | 6  | 5  | 1  |
| 4    | Cuba              | 4   | 5  | 1  | 2  | 2  | 5  | 7  | -2 |
| 5    | Trinitat i Tobago | 4   | 5  | 1  | 2  | 2  | 6  | 12 | -6 |
| 6    | Hondures          | 1   | 5  | 0  | 1  | 4  | 5  | 11 | -6 |

| Costa Rica | 3 – 0 | Cuba |
| ---------- | ----- | ---- |
|            |       |      |

 Port-of-Spain, Trinitat i Tobago
| Mèxic | 0 – 0 | Haití |
| ----- | ----- | ----- |
|       |       |       |

 Port-of-Spain, Trinitat i Tobago
| Trinitat i Tobago | 1 – 1 | Hondures |
| ----------------- | ----- | -------- |
|                   |       |          |

 Port-of-Spain, Trinitat i Tobago
| Cuba | 3 – 1 | Hondures |
| ---- | ----- | -------- |
|      |       |          |

 Port-of-Spain, Trinitat i Tobago
| Haití | 0 – 0 | Costa Rica |
| ----- | ----- | ---------- |
|       |       |            |

 Port-of-Spain, Trinitat i Tobago
| Trinitat i Tobago | 0 – 2 | Mèxic |
| ----------------- | ----- | ----- |
|                   |       |       |

 Port-of-Spain, Trinitat i Tobago
| Costa Rica | 2 – 1 | Hondures |
| ---------- | ----- | -------- |
|            |       |          |

 Port-of-Spain, Trinitat i Tobago
| Mèxic | 1 – 0 | Cuba |
| ----- | ----- | ---- |
|       |       |      |

 San Fernando, Trinitat i Tobago
| Trinitat i Tobago | 0 – 6 | Haití |
| ----------------- | ----- | ----- |
|                   |       |       |

 Arima, Trinitat i Tobago
| Trinitat i Tobago | 2 – 2 | Cuba |
| ----------------- | ----- | ---- |
|                   |       |      |

 Port-of-Spain, Trinitat i Tobago
| Haití | 3 – 1 | Hondures |
| ----- | ----- | -------- |
|       |       |          |

 Port-of-Spain, Trinitat i Tobago
| Mèxic | 1 – 0 | Costa Rica |
| ----- | ----- | ---------- |
|       |       |            |

 Port-of-Spain, Trinitat i Tobago
| Mèxic | 2 – 1 | Hondures |
| ----- | ----- | -------- |
|       |       |          |

 Port-of-Spain, Trinitat i Tobago
| Haití | 0 – 0 | Cuba |
| ----- | ----- | ---- |
|       |       |      |

 San Fernando, Trinitat i Tobago
| Trinitat i Tobago | 3 – 1 | Costa Rica |
| ----------------- | ----- | ---------- |
|                   |       |            |

 Port-of-Spain, Trinitat i Tobago
| Campionat de la CONCACAF de 1971 |
| -------------------------------- |
| Mèxic Segon títol                |